# Tour du Doubs 2014
La 29e édition du Tour du Doubs a eu lieu le 14 septembre 2014. C'est la quatorzième épreuve de la Coupe de France de cyclisme sur route 2014. La course fait partie du calendrier UCI Europe Tour 2014 en catégorie 1.1.
L'épreuve a été remportée par l'Estonien Rein Taaramäe (Cofidis) devant les Français Angélo Tulik (Europcar) à 31 secondes et Pierre-Luc Périchon (Bretagne-Séché Environnement) à 40 secondes qui règle un groupe de quatre coureurs pour la troisième place.

## Présentation

### Équipes
Classé en catégorie 1.1 de l'UCI Europe Tour, le Tour du Doubs est par conséquent ouvert aux UCI ProTeams dans la limite de 50 % des équipes participantes, aux équipes continentales professionnelles, aux équipes continentales et aux équipes nationales.
Quatorze équipes participent à ce Tour du Doubs - trois ProTeams, quatre équipes continentales professionnelles, six équipes continentales et une équipe nationale :
| UCI ProTeams     | UCI ProTeams | UCI ProTeams |
| Nom de l'équipe  | Pays         | Code         |
| ---------------- | ------------ | ------------ |
| AG2R La Mondiale | France       | ALM          |
| FDJ.fr           | France       | FDJ          |
| Europcar         | France       | EUC          |

| Équipe nationale           | Équipe nationale | Équipe nationale |
| Nom de l'équipe            | Pays             | Code             |
| -------------------------- | ---------------- | ---------------- |
| Équipe nationale de France | France           | FRA              |

| Équipes continentales professionnelles | Équipes continentales professionnelles | Équipes continentales professionnelles |
| Nom de l'équipe                        | Pays                                   | Code                                   |
| -------------------------------------- | -------------------------------------- | -------------------------------------- |
| Bretagne-Séché Environnement           | France                                 | BSE                                    |
| CCC Polsat Polkowice                   | Pologne                                | CCC                                    |
| Cofidis                                | France                                 | COF                                    |
| IAM                                    | Suisse                                 | IAM                                    |

| Équipes continentales   | Équipes continentales | Équipes continentales |
| Nom de l'équipe         | Pays                  | Code                  |
| ----------------------- | --------------------- | --------------------- |
| BigMat-Auber 93         | France                | BIG                   |
| Burgos-BH               | Espagne               | BUR                   |
| Differdange-Losch       | Luxembourg            | CCD                   |
| La Pomme Marseille 13   | France                | LPM                   |
| Roubaix Lille Métropole | France                | RLM                   |
| AC Sparta Praha         | Tchéquie              | ASP                   |

## Classement final
|    | Coureur             | Pays    | Équipe                       |    | Temps           |
| -- | ------------------- | ------- | ---------------------------- | -- | --------------- |
| 1  | Rein Taaramäe       | Estonie | Cofidis                      | en | 4 h 06 min 07 s |
| 2  | Angélo Tulik        | France  | Europcar                     | +  | 31 s            |
| 3  | Pierre-Luc Périchon | France  | Bretagne-Séché Environnement |    | 40 s            |
| 4  | Thibaut Pinot       | France  | FDJ.fr                       |    | 40 s            |
| 5  | Alexis Vuillermoz   | France  | AG2R La Mondiale             |    | 40 s            |
| 6  | Davide Rebellin     | Italie  | CCC Polsat Polkowice         |    | 40 s            |
| 7  | Théo Vimpère        | France  | BigMat-Auber 93              |    | 56 s            |
| 8  | Stéphane Rossetto   | France  | BigMat-Auber 93              |    | 1 min 49 s      |
| 9  | Samuel Dumoulin     | France  | AG2R La Mondiale             |    | 2 min 01 s      |
| 10 | Julien Simon        | France  | Cofidis                      |    | 2 min 01 s      |

## Liste des participants
- Liste de départ complète

| Légende | Légende                                                                    | Légende | Légende                                                    |
| ------- | -------------------------------------------------------------------------- | ------- | ---------------------------------------------------------- |
| Num     | Dossard de départ porté par le coureur sur ce Tour du Doubs                | Pos     | Position à l'arrivée de la course                          |
|         | Indique un maillot de champion national ou mondial, suivi de sa spécialité | NP      | Indique un coureur qui n'a pas pris le départ de la course |
| AB      | Indique un coureur qui n'a pas terminé la course                           | HD      | Indique un coureur qui a terminé la course hors des délais |

| IAM | IAM                          | IAM |
| --- | ---------------------------- | --- |
| Num | Coureur                      | Pos |
| 1   | Aleksejs Saramotins (LAT)    | 11e |
| 2   | Martin Elmiger (SUI) (Route) | AB  |
| 3   | Mathias Frank (SUI)          | AB  |
| 4   |                              |     |
| 5   | Sondre Holst Enger (NOR)     | 60e |
| 6   | Claudio Imhof (SUI)          | AB  |
| 7   | Roger Kluge (GER)            | AB  |
| 8   | Simon Pellaud (SUI)          | AB  |

| Europcar EUC | Europcar EUC              | Europcar EUC |
| ------------ | ------------------------- | ------------ |
| Num          | Coureur                   | Pos          |
| 11           | Giovanni Bernaudeau (FRA) | 52e          |
| 12           | Yohann Gène (FRA)         | 62e          |
| 13           | Romain Guillemois (FRA)   | 30e          |
| 14           | Fabrice Jeandesboz (FRA)  | 23e          |
| 15           | Taruia Krainer (FRA)      | 54e          |
| 16           | Morgan Lamoisson (FRA)    | AB           |
| 17           | Angélo Tulik (FRA)        | 2e           |
| 18           | Thomas Voeckler (FRA)     | 46e          |

| Bretagne-Séché Environnement BSE | Bretagne-Séché Environnement BSE | Bretagne-Séché Environnement BSE |
| -------------------------------- | -------------------------------- | -------------------------------- |
| Num                              | Coureur                          | Pos                              |
| 21                               | Axel Journiaux (FRA)             | AB                               |
| 22                               | Armindo Fonseca (FRA)            | 40e                              |
| 23                               | Clément Koretzky (FRA)           | 50e                              |
| 24                               | Arnaud Gérard (FRA)              | 77e                              |
| 25                               | Benoît Jarrier (FRA)             | 74e                              |
| 26                               | Christophe Laborie (FRA)         | 61e                              |
| 27                               | Pierre-Luc Périchon (FRA)        | 3e                               |
| 28                               | Florian Vachon (FRA)             | 26e                              |

| Cofidis COF | Cofidis COF              | Cofidis COF |
| ----------- | ------------------------ | ----------- |
| Num         | Coureur                  | Pos         |
| 31          | Jérémy Bescond (FRA)     | 32e         |
| 32          | Nicolas Edet (FRA)       | 65e         |
| 33          | Florian Sénéchal (FRA)   | 67e         |
| 34          | Christophe Laporte (FRA) | 66e         |
| 35          | Romain Lemarchand (FRA)  | 24e         |
| 36          | Rudy Molard (FRA)        | 68e         |
| 37          | Julien Simon (FRA)       | 10e         |
| 38          | Rein Taaramäe (EST)      | 1er         |

| BigMat-Auber 93 BIG | BigMat-Auber 93 BIG       | BigMat-Auber 93 BIG |
| ------------------- | ------------------------- | ------------------- |
| Num                 | Coureur                   | Pos                 |
| 41                  | Frédéric Brun (FRA)       | 47e                 |
| 42                  | Flavien Dassonville (FRA) | 42e                 |
| 43                  | Alo Jakin (EST) (Route)   | 27e                 |
| 44                  | Maxime Renault (FRA)      | 59e                 |
| 45                  | Stéphane Rossetto (FRA)   | 8e                  |
| 46                  | Steven Tronet (FRA)       | 49e                 |
| 47                  | Théo Vimpère (FRA)        | 7e                  |
| 48                  | David Menut (FRA)         | AB                  |

| La Pomme Marseille 13 LPM | La Pomme Marseille 13 LPM  | La Pomme Marseille 13 LPM |
| ------------------------- | -------------------------- | ------------------------- |
| Num                       | Coureur                    | Pos                       |
| 51                        | Julien Antomarchi (FRA)    | 36e                       |
| 52                        | Rémy Di Grégorio (FRA)     | 51e                       |
| 53                        | Antoine Lavieu (FRA)       | 33e                       |
| 54                        | Julien El Fares (FRA)      | 34e                       |
| 55                        | Grégoire Tarride (FRA)     | 35e                       |
| 56                        | Thomas Rostollan (FRA)     | AB                        |
| 57                        | Yoann Paillot (FRA)        | 76e                       |
| 58                        | Clément Saint-Martin (FRA) | 22e                       |

| Roubaix Lille Métropole RLM | Roubaix Lille Métropole RLM | Roubaix Lille Métropole RLM |
| --------------------------- | --------------------------- | --------------------------- |
| Num                         | Coureur                     | Pos                         |
| 61                          | Julien Duval (FRA)          | 41e                         |
| 62                          | Quentin Jauregui (FRA)      | 12e                         |
| 63                          | Rudy Kowalski (FRA)         | 16e                         |
| 64                          | Jean-Lou Paiani (FRA)       | 31e                         |
| 65                          | Jimmy Turgis (FRA)          | 71e                         |
| 66                          |                             |                             |
| 67                          | Franck Vermeulen (FRA)      | 75e                         |
| 68                          |                             |                             |

| AG2R La Mondiale ALM | AG2R La Mondiale ALM     | AG2R La Mondiale ALM |
| -------------------- | ------------------------ | -------------------- |
| Num                  | Coureur                  | Pos                  |
| 71                   | Julien Bérard (FRA)      | 70e                  |
| 72                   | Alexis Vuillermoz (FRA)  | 5e                   |
| 73                   | Mikaël Cherel (FRA)      | 69e                  |
| 74                   | Gediminas Bagdonas (LTU) | AB                   |
| 75                   | Samuel Dumoulin (FRA)    | 9e                   |
| 76                   | Alexis Gougeard (FRA)    | AB                   |
| 77                   | Julian Kern (GER)        | 15e                  |
| 78                   | François Bidard (FRA)    | 72e                  |

| FDJ.fr FDJ | FDJ.fr FDJ                     | FDJ.fr FDJ |
| ---------- | ------------------------------ | ---------- |
| Num        | Coureur                        | Pos        |
| 81         | Thibaut Pinot (FRA)            | 4e         |
| 82         | Alexandre Geniez (FRA)         | 78e        |
| 83         | Anthony Geslin (FRA)           | 53e        |
| 84         | Sébastien Chavanel (FRA)       | 80e        |
| 85         | Pierre-Henri Lecuisinier (FRA) | 18e        |
| 86         | Olivier Le Gac (FRA)           | 58e        |
| 87         | Guillaume Martin (FRA)         | 38e        |
| 88         | Jérémy Roy (FRA)               | 64e        |

| Differdange-Losch CCD | Differdange-Losch CCD     | Differdange-Losch CCD |
| --------------------- | ------------------------- | --------------------- |
| Num                   | Coureur                   | Pos                   |
| 91                    | Corrado Lampa (ITA)       | 45e                   |
| 92                    | Johan Coenen (BEL)        | 39e                   |
| 93                    | Jānis Dakteris (LAT)      | 28e                   |
| 94                    | Boris Carène (FRA)        | 37e                   |
| 95                    | William Guzman (DOM)      | AB                    |
| 96                    | Diego Milán (DOM) (Route) | AB                    |
| 97                    |                           |                       |
| 98                    | Joaquín Sobrino (ESP)     | AB                    |

| Burgos-BH BUR | Burgos-BH BUR         | Burgos-BH BUR |
| ------------- | --------------------- | ------------- |
| Num           | Coureur               | Pos           |
| 101           | Darío Hernández (ESP) | 81e           |
| 102           | Ibai Salas (ESP)      | AB            |
| 103           | Moisés Dueñas (ESP)   | 21e           |
| 104           | Federico Butto (ITA)  | AB            |
| 105           | Jesús del Pino (ESP)  | 20e           |
| 106           | David Belda (ESP)     | 63e           |
| 107           | Ander Arranz (ESP)    | AB            |
| 108           | Unai Arranz (ESP)     | AB            |

| AC Sparta Praha ASP | AC Sparta Praha ASP   | AC Sparta Praha ASP |
| ------------------- | --------------------- | ------------------- |
| Num                 | Coureur               | Pos                 |
| 111                 | Jan Stöhr (CZE)       | AB                  |
| 112                 | Vaclav Viktorin (CZE) | AB                  |
| 113                 | Tomáš Holub (CZE)     | AB                  |
| 114                 | Jiří Nesveda (CZE)    | AB                  |
| 115                 | Jan Ryba (CZE)        | AB                  |
| 116                 |                       |                     |
| 117                 | Pavel Stöhr (CZE)     | AB                  |
| 118                 | Martin Kubík (CZE)    | AB                  |

| Équipe nationale de France FRA | Équipe nationale de France FRA | Équipe nationale de France FRA |
| ------------------------------ | ------------------------------ | ------------------------------ |
| Num                            | Coureur                        | Pos                            |
| 121                            | Julien Bernard (FRA)           | 29e                            |
| 122                            | Thomas Boudat (FRA)            | 79e                            |
| 123                            | Hugo Hofstetter (FRA)          | 57e                            |
| 124                            | Loïc Chetout (FRA)             | 48e                            |
| 125                            | Nans Peters (FRA)              | 13e                            |
| 126                            | Pierre Latour (FRA)            | 73e                            |
| 127                            | Kévin Ledanois (FRA)           | AB                             |
| 128                            | Jérémy Leveau (FRA)            | 56e                            |

| CCC Polsat Polkowice CCC | CCC Polsat Polkowice CCC          | CCC Polsat Polkowice CCC |
| ------------------------ | --------------------------------- | ------------------------ |
| Num                      | Coureur                           | Pos                      |
| 131                      | Bartłomiej Matysiak (POL) (Route) | 43e                      |
| 132                      | Nikolay Mihaylov (BUL) (Route)    | 17e                      |
| 133                      | Jarosław Marycz (POL)             | 44e                      |
| 134                      | Maciej Paterski (POL)             | 19e                      |
| 135                      | Davide Rebellin (ITA)             | 6e                       |
| 136                      | Marek Rutkiewicz (POL)            | 14e                      |
| 137                      | Branislau Samoilau (BLR)          | 55e                      |
| 138                      | Mateusz Taciak (POL)              | 25e                      |